# Calcio Chiasiellis 2011-2012
Questa voce raccoglie le informazioni riguardanti l'Associazione Sportiva Dilettantistica Calcio Chiasiellis nelle competizioni ufficiali della stagione 2011-2012.

## Organigramma societario
Area tecnica
- Allenatore: Fabio Franti
- Allenatore in seconda: Alberto Voncina
- Preparatore dei portieri: Werner Tomasin
- Fisioterapista: Davide Zorzenone
- Massaggiatore: Elisa Andretti

## Rosa
Rosa, numerazione e ruoli tratti dal sito ufficiale della società.
| N. |                   | Ruolo | Calciatrice            |
| -- | ----------------- | ----- | ---------------------- |
|    | Italia (bandiera) | P     | Gloria Baradel         |
|    | Italia (bandiera) | P     | Stefania Blancuzzi     |
|    | Italia (bandiera) | P     | Rita Carmela Caravilla |
|    | Italia (bandiera) | D     | Arianna Cencig         |
|    | Italia (bandiera) | D     | Jessica Desinano       |
|    | Italia (bandiera) | D     | Laura Donghi           |
|    | Italia (bandiera) | D     | Sara Gama              |
|    | Italia (bandiera) | D     | Elisa Lavia            |
|    | Italia (bandiera) | D     | Piera Cassandra Maglio |
|    | Italia (bandiera) | D     | Valeria Magrini        |
|    | Italia (bandiera) | D     | Giorgia Simonato       |
|    | Italia (bandiera) | D     | Elena Virgili          |

| N. |                     | Ruolo | Calciatrice         |
| -- | ------------------- | ----- | ------------------- |
|    | Italia (bandiera)   | C     | Silvia Berardo      |
|    | Italia (bandiera)   | C     | Valeria Degano      |
|    | Italia (bandiera)   | C     | Giulia Domenichetti |
|    | Slovenia (bandiera) | C     | Anja Milenkovič     |
|    | Italia (bandiera)   | C     | Evelyn Vicchiarello |
|    | Italia (bandiera)   | A     | Elena Cester        |
|    | Italia (bandiera)   | A     | Elisa Colle         |
|    | Italia (bandiera)   | A     | Priscilla Del Prete |
|    | Italia (bandiera)   | A     | Karin Mantoani      |
|    | Italia (bandiera)   | A     | Marta Mason         |
|    | Italia (bandiera)   | A     | Cristina Miani      |
|    | Italia (bandiera)   | A     | Michela Zanetti     |

## Calciomercato
| Acquisti | Acquisti            | Acquisti        | Acquisti   |
| R.       | Nome                | a               | Modalità   |
| -------- | ------------------- | --------------- | ---------- |
| C        | Giulia Domenichetti | Torres          | definitivo |
| C        | Valeria Magrini     | Reggiana        | definitivo |
| C        | Anja Milenkovič     | Austria Kärnten | definitivo |
| A        | Marta Mason         | Reggiana        | definitivo |

|  |

## Risultati

### Serie A

#### Girone di andata
| Arbitro: | Luca Antonello (Bassano del Grappa) |

|  |           |                                  |
|  | Marcatori | 29’, 75’ (rig.) Boni 85’ Rosucci |

| Arbitro: | Cosimo Cataldo (Bergamo) |

|                          |           |               |
| Gabbiadini 40’ Rocha 52’ | Marcatori | 89’ Del Prete |

| Arbitro: | Gianmarco Capezzi (San Giovanni Valdarno) |

|                                             |           |               |
| Ferrati 7’ Guagni 63’ Salvatori Rinaldi 66’ | Marcatori | 82’ Del Prete |

| Arbitro: | Stefano Bortoluzzi (San Donà di Piave) |

|                        |           |                       |
| Gama 20’ Del Prete 67’ | Marcatori | 52’ Carosi 88’ Pasqui |

| Arbitro: | Giuseppe Alessandro Paolino (Alghero) |

|             |           |                        |
| Fuselli 81’ | Marcatori | 1’ (rig.) Vicchiarello |

| Arbitro: | Sergio Posado (Schio) |

|                                    |           |  |
| Pagano 14’ (aut.) Vicchiarello 61’ | Marcatori |  |

| Arbitro: | Davide Ortona (Milano) |

|                           |           |  |
| Fumagalli 32’ Tarenzi 79’ | Marcatori |  |

| Arbitro: | Driss Abur Elkhayr (Conegliano) |

|                  |           |                |
| Vicchiarello 61’ | Marcatori | 35’ Ambrosetti |

| Arbitro: | Simone Sabbatani (Forlì) |

|  |           |                                                  |
|  | Marcatori | 29’ Milenkovič 40’ Vicchiarello 89’ Domenichetti |

| Arbitro: | Luca Antonello (Bassano del Grappa) |

|                              |           |  |
| Domenichetti 79’ Zanetti 81’ | Marcatori |  |

| Arbitro: | Matteo Gualtieri (Asti) |

|  |           |                                |
|  | Marcatori | 3’, 70’ Milenkovič 14’ Zanetti |

| Arbitro: | Gabriele Agostini (Bologna) |

|                                                |           |           |
| Vicchiarello 4’ Del Prete 20’ Domenichetti 51’ | Marcatori | 73’ Couto |

| Arbitro: | Fabio Cappelletto (Treviso) |

|                                    |           |                                 |
| Lotto 40’ Brotto 43’ Capovilla 54’ | Marcatori | 12’, 18’ Zanetti 49’ Milenkovič |

#### Girone di ritorno
| Arbitro: | Niccolò Zizza (Finale Emilia) |

|                              |           |             |
| Ferrandi 21’ Boni 65’ (rig.) | Marcatori | 30’ Zanetti |

| Arbitro: | Mattia Dal Pan (Belluno) |

|            |           |                                      |
| Zanetti 3’ | Marcatori | 10’ Pini 18’ Gabbiadini 62’ Gelmetti |

| Arbitro: | Nicolò Marini (Trieste) |

|               |           |            |
| Del Prete 30’ | Marcatori | 77’ Guagni |

| Arbitro: | Michele Somma (Castellamare di Stabia) |

|                       |           |                            |
| Barreca 41’ Marzi 83’ | Marcatori | 10’ Vicchiarello 56’ Lavia |

| Arbitro: | Gabriele Agostini (Bologna) |

|  |           |                                     |
|  | Marcatori | 61’, 75’ (rig.) Manieri 63’ Fuselli |

| Arbitro: | Simone Sozza (Seregno) |

|           |           |                                              |
| Ricco 27’ | Marcatori | 15’ Vicchiarello 30’, 60’ Cester 15’ Zanetti |

| Arbitro: | Fabio Cappelletto (Treviso) |

|                  |           |                              |
| Domenichetti 86’ | Marcatori | 36’ Perini 63’, 68’ Piccinno |

| Bizzarone 14 aprile 2012 21ª giornata | Como 2000             | 0 – 0 referto | Chiasiellis | Stadio Comunale Diego Bruga\| Arbitro: \| Luca Innocenti (Lodi) \| |
| Arbitro:                              | Luca Innocenti (Lodi) |               |             |                                                                    |

| Arbitro: | Kether Del Toso (Maniago) |

|               |           |  |
| Del Prete 73’ | Marcatori |  |

| Arbitro: | Riccardo Turchet (Pordenone) |

|                                                                 |           |  |
| Camporese 36’ Parisi 40’ (rig.), 49’ (rig.) Di Filippo 74’, 93’ | Marcatori |  |

| Arbitro: | Alberto Sartori (Conselve) |

|                            |           |              |
| Milenkovič 16’ Zanetti 38’ | Marcatori | 25’ Bonansea |

| Arbitro: | Francesco Cenami (Rieti) |

|                          |           |                                  |
| Pezzotti 37’ De Luca 65’ | Marcatori | 29’ Maglio 72’ Zanetti 89’ Lavia |

| Arbitro: | Mattia Dal Pan (Belluno) |

|                              |           |                                   |
| Simonato 5’ Vicchiarello 31’ | Marcatori | 25’ Pasqualato 77’ (rig.) Laterza |

### Coppa Italia

#### Primo turno
| Arbitro: | Abou Elkhair Driss (Conegliano) |

|  |           |                                                           |
|  | Marcatori | 10’ Cester 1t’ Miani 73’ Vicchiarello 2t’ Colle 2t’ Mason |

#### Secondo turno
| Arbitro: | Nicolò Marini (Trieste) |

|  |           |                            |
|  | Marcatori | 41’, 71’ Brumana 62’ Mauro |

## Statistiche

### Statistiche di squadra
| Competizione | Punti | In casa | In casa | In casa | In casa | In casa | In casa | In trasferta | In trasferta | In trasferta | In trasferta | In trasferta | In trasferta | Totale | Totale | Totale | Totale | Totale | Totale | DR |
| Competizione | Punti | G       | V       | N       | P       | Gf      | Gs      | G            | V            | N            | P            | Gf           | Gs           | G      | V      | N      | P      | Gf     | Gs     | DR |
| ------------ | ----- | ------- | ------- | ------- | ------- | ------- | ------- | ------------ | ------------ | ------------ | ------------ | ------------ | ------------ | ------ | ------ | ------ | ------ | ------ | ------ | -- |
| Serie A      | 35    | 13      | 5       | 4       | 4       | 18      | 20      | 13           | 4            | 4            | 5            | 22           | 23           | 26     | 9      | 8      | 9      | 40     | 43     | -3 |
| Coppa Italia | -     | 1       | 0       | 0       | 1       | 0       | 3       | 1            | 1            | 0            | 0            | 5            | 0            | 2      | 1      | 0      | 1      | 5      | 6      | -1 |
| Totale       | -     | 14      | 5       | 4       | 5       | 18      | 23      | 14           | 5            | 4            | 5            | 27           | 23           | 28     | 10     | 8      | 10     | 45     | 49     | -4 |

### Statistiche delle giocatrici
| Giocatore | Serie A  | Serie A | Serie A     | Serie A    | Coppa Italia | Coppa Italia | Coppa Italia | Coppa Italia | Totale   | Totale | Totale      | Totale     |
| Giocatore | Presenze | Reti    | Ammonizioni | Espulsioni | Presenze     | Reti         | Ammonizioni  | Espulsioni   | Presenze | Reti   | Ammonizioni | Espulsioni |
| --------- | -------- | ------- | ----------- | ---------- | ------------ | ------------ | ------------ | ------------ | -------- | ------ | ----------- | ---------- |